# Østflandern
Østflandern er en af de fem flamske provinser i kongeriget Belgien. Provinsens administrative centrum er Gent.